# 1284
- Wikisource

| Calendário gregoriano                                                        | 1284 MCCLXXXIV                                       |
| Ab urbe condita                                                              | 2037                                                 |
| Calendário arménio                                                           | 733 – 734                                            |
| Calendário bahá'í                                                            | -560 – -559                                          |
| Calendário budista                                                           | 1828                                                 |
| Calendário chinês                                                            | 3980 – 3981 Início a 18 de janeiro (aproximadamente) |
| Calendário copta                                                             | 1000 – 1001                                          |
| Calendário etíope                                                            | 1276 – 1277                                          |
| Calendários hindus - Vikram Samvat - Calendário nacional indiano - Cáli Iuga | 1339 – 1340 1205 – 1206 4384 – 4385                  |
| Calendário Holoceno                                                          | 11284                                                |
| Calendário islâmico                                                          | 683 – 684                                            |
| Calendário judaico                                                           | 5044 – 5045                                          |
| Calendário persa                                                             | 662 – 663                                            |
| Calendário rúnico                                                            | 1534                                                 |
| Calendário solar tailandês                                                   | 1827                                                 |

1284 (MCCLXXXIV, na numeração romana) foi um ano bissexto do século XIII do Calendário Juliano, da Era de Cristo, e as suas letras dominicais foram  B e A (52 semanas), teve início a um sábado e terminou a um domingo.
| Ano completo                      |
| --------------------------------- |
| Ano bissexto com início ao sábado |

## Eventos
- Realização de Inquirições Gerais. Seguindo a política já levada a cabo por seu pai e avô, D. Dinis desenvolveu uma luta persistente contra todos os senhores que gozassem ilegitimamente de direitos senhoriais, lesando a jurisdição régia. Nestas Inquirições, para além dos foros e rendas pagas ao rei, tratou-se sobretudo de problemas de jurisdição, como funções de direitos, demandas e conflitos ocorridos anteriormente entre as duas partes.
- Filipe IV casa com a princesa Joana de Navarra e torna-se rei de França.
- A cidade de Kiel adere à Liga Hanseática.
- Hamburgo é destruída num violento incêndio.
- De acordo com o Estatuto de Rhuddlan, o País de Gales é anexado à coroa inglesa.
- Invenção dos óculos.

## Nascimentos
- 25 de Abril - Eduardo II de Inglaterra.

## Mortes
- Afonso X de Castela
- Nuno Martins de Chacim, Rico-homem e aio do Rei D. Dinis de Portugal, teve a tenência de Bragança entre 1265 e 1284.